# 世界交易所联合会
世界交易所联合会（英語：World Federation of Exchanges，缩写：WFE），原名国际交易所联盟（FIBV）是一家证券交易所的国际组织。世界交易所联盟总部位于英國倫敦，目前由58个国家、地区的证券交易所构成。